# 列支敦斯登的菲利普·伊拉斯謨
菲利普·伊拉斯謨（法語：Philipp Erasmus，1946年8月19日—），列支敦斯登親王法蘭茲·約瑟夫二世的次子。

## 家庭
1971年，菲利普·伊拉斯謨與伊莎貝爾·德·亞布雷（Isabelle de l'Arbre）結婚，兩人共有三個兒子：
1. 亞歷山大（1972年出生）
2. 文策爾（1974年出生）
3. 魯道夫（1975年出生）